# Oni

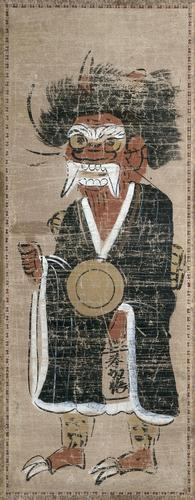
Un oni cu haine de pelerin ținând în mână un gong și un ciocănel ceremonial

Un Oni (鬼) este un demon sau spirit malefic din mitologia japoneză. Oni este reprezentat deobicei o creatură hidoasă, cu gheare, dinți imenși, păr pe corp și coarne pe cap. Oni sunt de obicei umanoizi, dar uneori au caracteristici nenaturale cum ar fi multe mâini, multe degete sau mulți ochi. Pielea unui oni este de obicei roșie sau albastră și este acoperită cu păr. Ei sunt îmbrăcați de obicei în robe negre sau blănuri de tigri sau de urși, iar ca arme au un kanabō (bâtă sau ciocan cu spini și cu mâner lung din fier). În tradiția folclorică se spune că onii poartă ghinion și aduc distrugere și boală și sunt înzestrați cu puteri supranaturale ca de exemplu faptul că pot poseda oamenii. De aceea există multe ceremonii șintoiste și budiste împotriva acestor oni, ceremonii ca aruncarea boabelor de soia la pragul ușilor.